# Hemsberg
Der Hemsberg ist eine 262,2 m ü. NHN hohe Erhebung an der Hessischen Bergstraße im Odenwald südöstlich von Bensheim. Das Gebiet um Hemsberg hat eine sehr vielfältige Flora und Fauna. Auf dem Gipfel befindet sich ein 1902 erbauter Bismarckturm, der als Aussichtsturm genutzt werden kann.

## Bismarckturm
Hauptartikel: Bismarckturm (Bensheim)
Am 17. Mai 1897 regten der Postdirektor a. D. Ernst Hallwachs und der Bensheimer Unternehmer Kommerzienrat Wilhelm Euler (1847–1934) an, auf dem Gipfel des Hemsberges einen Bismarckturm zu errichten. Der Turm wurde nach Plänen von Heinrich Metzendorf errichtet und 6. Juli 1902 fertiggestellt. Die Baukosten für seine Errichtung beliefen sich auf 10.000 Mark. Der Turm hat eine Höhe von 19 m und befand sich bis 2017 im Besitz des Odenwaldklubs, seither gehört er dem Hemsbergturm Verein e. V. Im Jahr 2010 wurde der Turm saniert. Das Dach wurde abgedichtet, Fenster und Türen wurden gestrichen.
Bei schönem Wetter ist der Turm an Sonn- und Feiertagen bewirtschaftet. Von der einheimischen Bevölkerung wird der Bismarckturm meist als Hemsbergturm bezeichnet.

## Flora und Fauna
Die Löss- und Kalkböden des Hemsberges sorgen mit dafür, dass sich unterhalb des Gipfels am Süd- und Westhang eine der größten Weinlagen der Hessischen Bergstraße die Lage „Hemsberg“ befindet. Ein großer Teil des Wald- und Wiesengebietes um den Hemsberg wurde dagegen wegen seiner vielfältigen Fauna als „Hemsberg von Bensheim-Zell“ unter Naturschutz gestellt. Auf den Wiesen befindet sich eines der größten Vorkommen des Helm-Knabenkrautes Deutschlands.
430 der rund 2.500 in Europa vorkommenden Blütenpflanzen wurden auf dem Gebiet des Hemsberges kartiert. So wachsen unter anderem der kalkliebende Blutrote Storchschnabel, die Rapunzel-Glockenblume, das Jakobs-Kreuzkraut, die Karthäuser-Nelke, das Echte Labkraut und der sehr seltene Bergfenchel am Hemsberg.V  Nordöstlich vom Gipfel wachsen Orchideen und Akelei. Der bewaldete obere Teil des Hemsbergs ist zu einem hohen Anteil von Kirschen und Eschen bewachsen, die nacheinander von Mai bis Juni weiß blühen. 

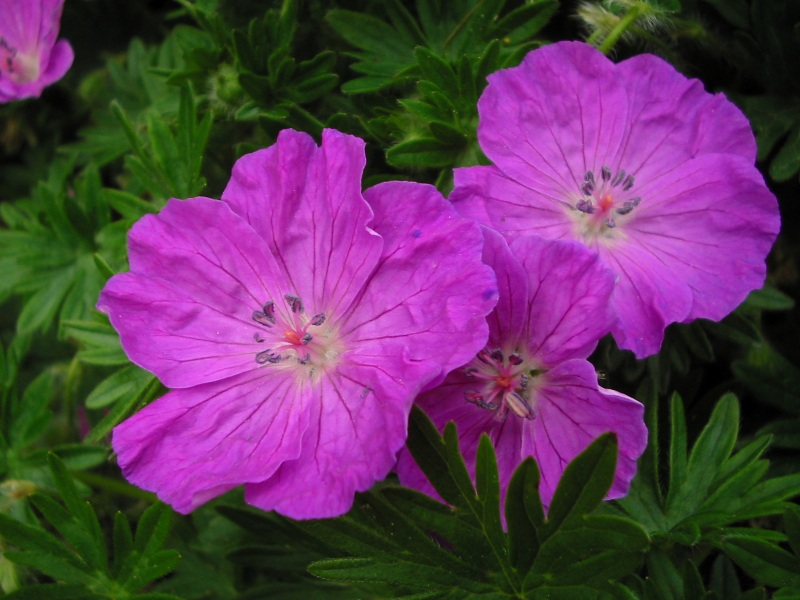
Der Blutrote Storchschnabel
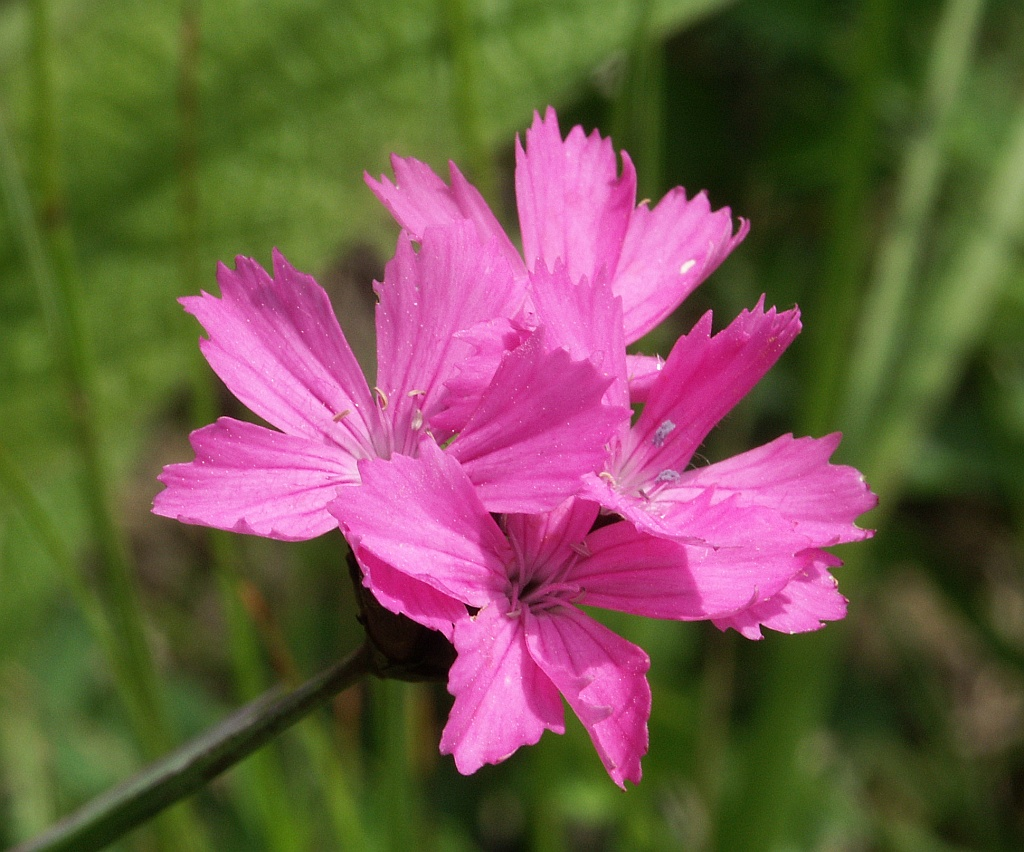
Die Karthäuser-Nelke

## Galerie

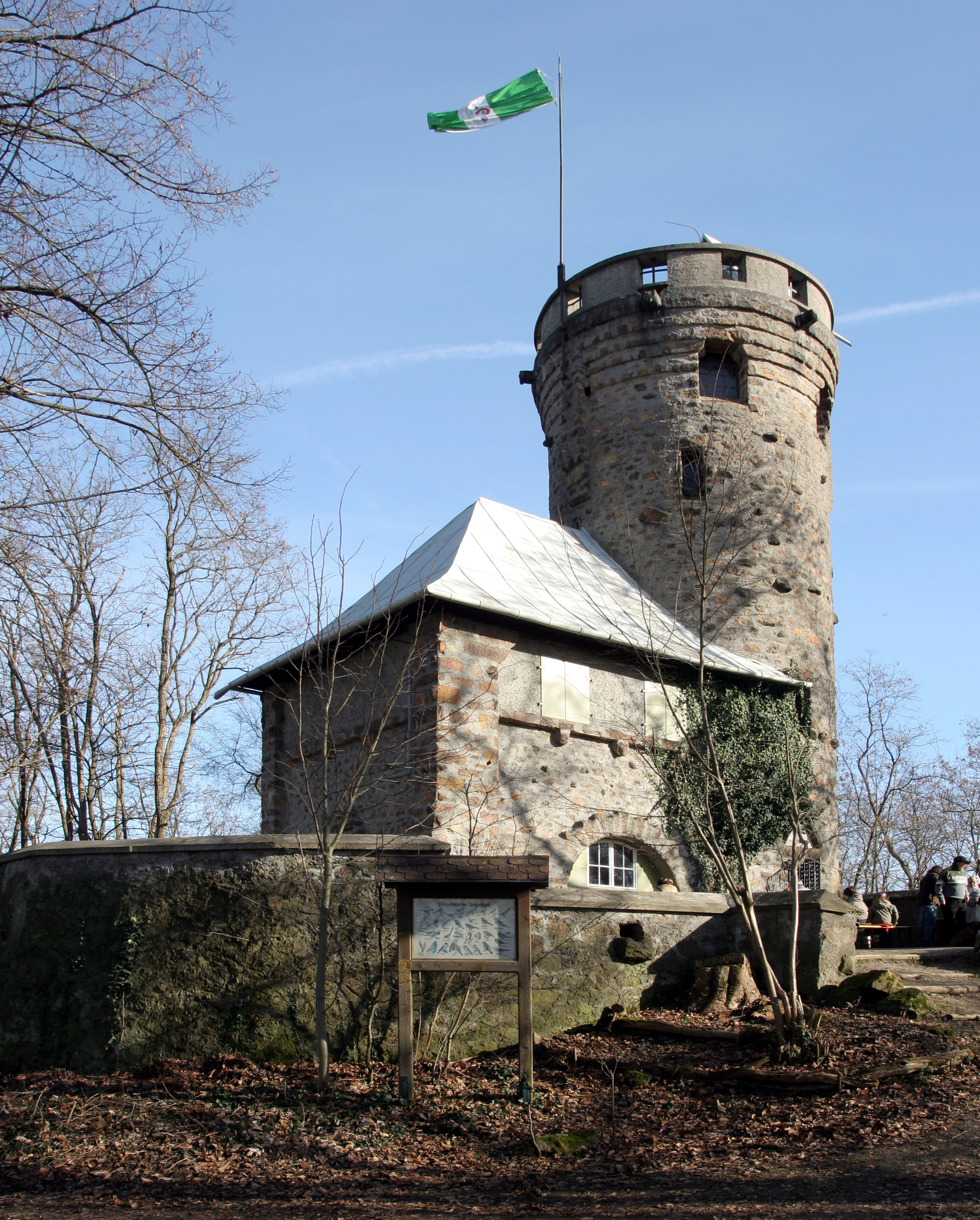
Der Bismarckturm auf dem Hemsberg
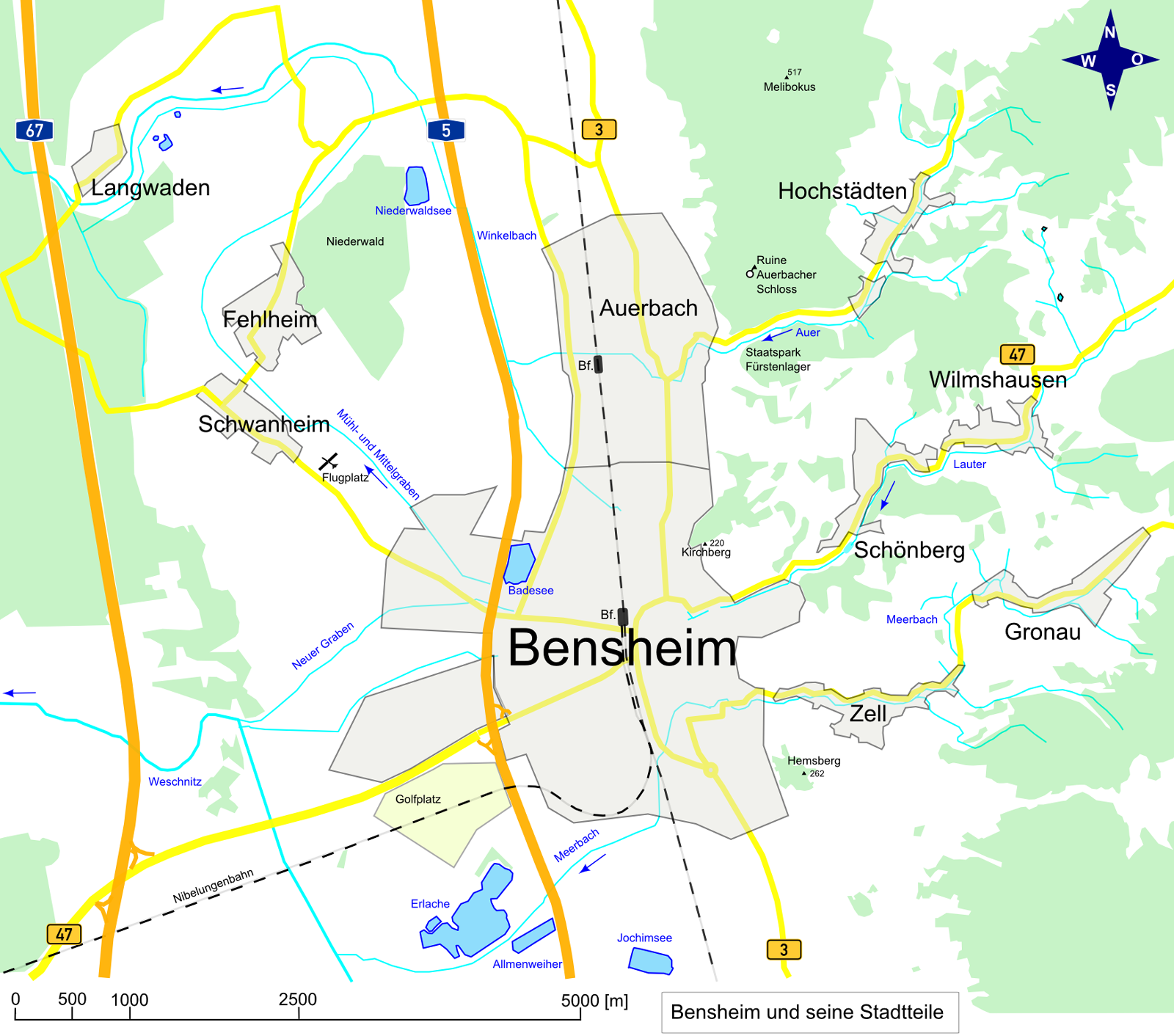
Die Lage des Hemsberges süd-östlich von Bensheim
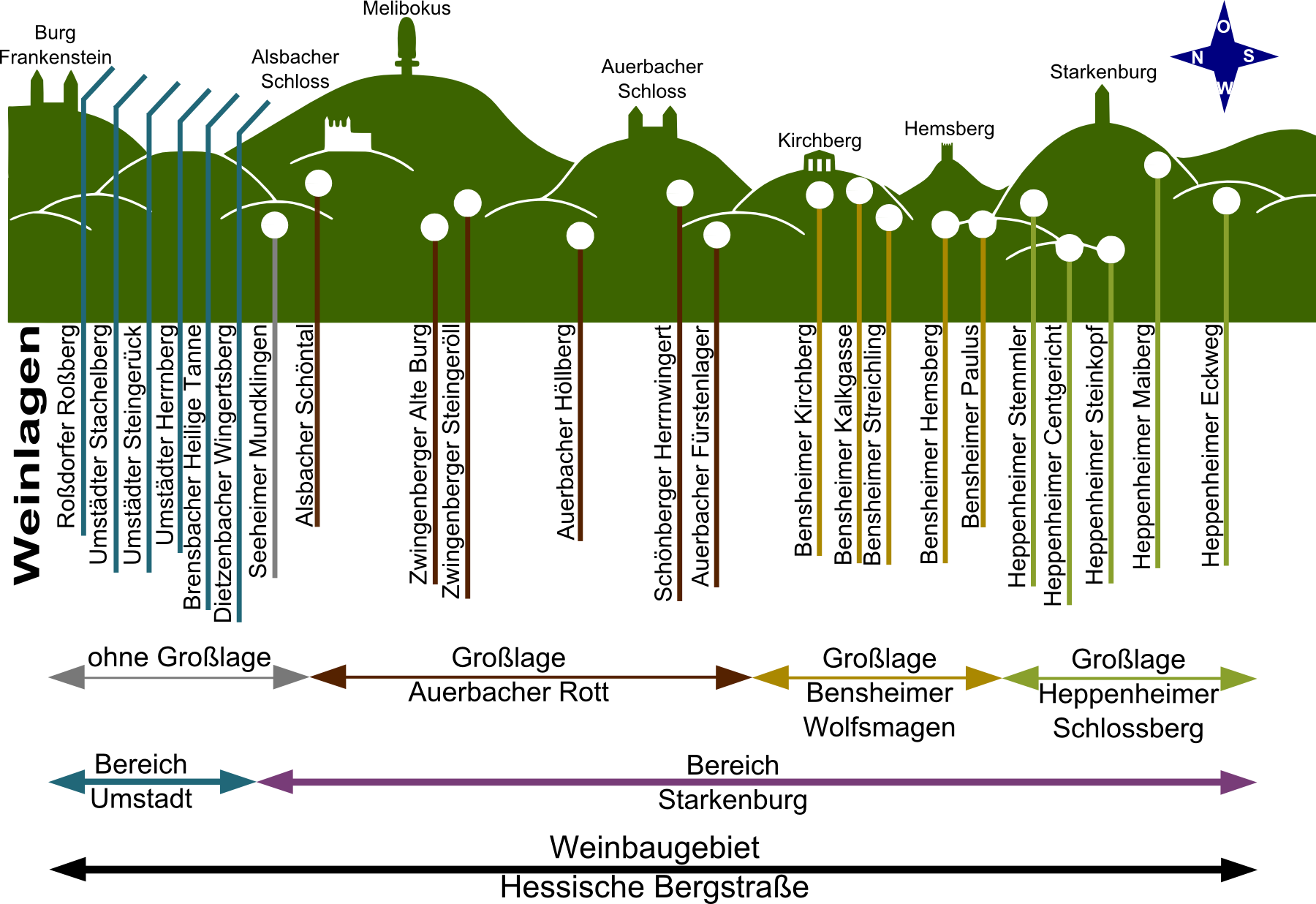
Die Lage des Hemsberges an der Hessischen Bergstraße